# 파리 장서사건

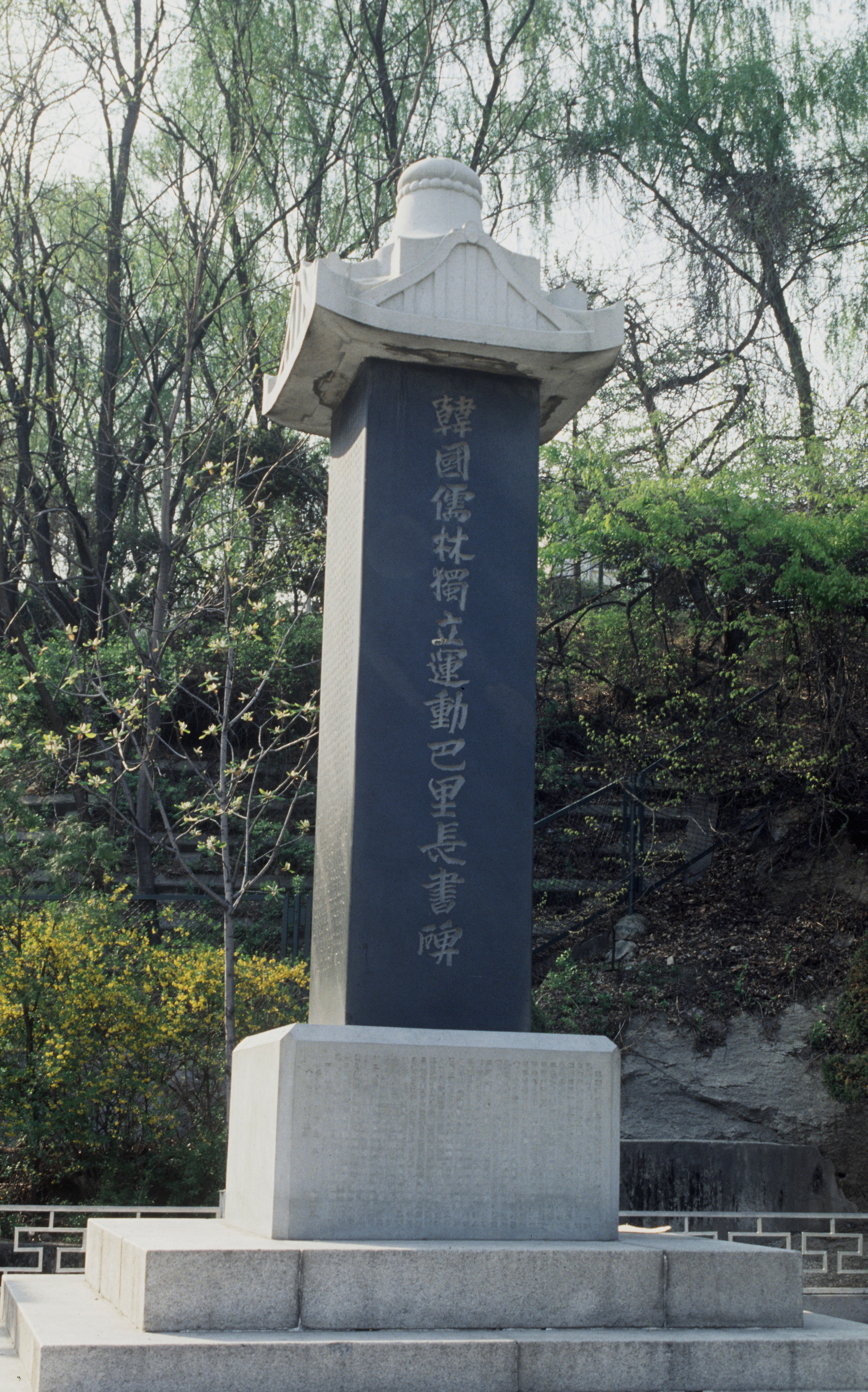
한국유림독립운동파리장서비 (서울 중구 장충공원)

파리 장서사건 혹은 유림 독립선언, 제1차 유림단사건은 1919년 김창숙을 중심으로 한 유림의 인사들이 파리 평화회의에 독립탄원서를 보내다가 발각된 사건이다. 3·1 운동 이후 유림의 인사들은 유림이 독립선언에 참여하지 못한 것을 아쉬워하며 이를 대신하여 파리장서에 서명을 하였다. 한국의 유림대표 곽종석·김복한 등 137명이 김창숙의 연락으로 독립탄원서를 작성, 김창숙이 이 탄원서를 가지고 상하이에 가서 파리평화회의에 우송하였다. 그러나 이것이 4월 12일 경상북도 성주의 만세시위운동에 관련되어 일본경찰에 붙잡혔던 송회근에 의해 사건이 발각되었다. 이후, 곽종석 이하 대다수가 일본 경찰에 의해 체포되었으며, 일부는 망명하였다. 곽종석, 하용제, 김복한 등은 감옥에서 순국하였고, 그 밖의 사람들도 형에 못 이겨 죽고 또 처형되었다. 

## 장서의 내용
장서의 주요 내용은 한국은 삼천리 강토와 2,000만 인구와 4,000년 역사를 지닌 문명의 나라이며 우리 자신의 정치원리와 능력이 있으므로 일본의 간섭은 배제되어야 하며, 일본은 지난날 한국의 자주독립을 약속했지만 사기와 포악한 수법으로 독립이 보호로 변하고 보호가 병합으로 변하게 했고, 한국사람이 일본에 붙어살기를 원한다는 허위선전을 하고 있고, 일본의 포악무도한 통치에 더 이상 참을 수 없어 한국인들은 독립운동을 벌이고 있으며, 만국평화회의와 폴란드 등의 독립소식을 듣고 희망에 부풀어서 만국평화회의가 한국인 2,000만의 처지를 통찰해줄 것으로 믿고 있다는 것이다.

## 기념물
밀양의 영남루 인근, 정읍의 정읍사공원, 서울의 장충단공원, 거창의 침류정에 파리장서 기념비가 세워져 있다. 